# 佐原ばやし
佐原ばやし（さわらばやし）は、千葉県香取市佐原で作られている菓子である。

## 概要
白あんや黄身あんを小麦粉、卵、砂糖で作った皮で包んだ和菓子であり、香取市のほていやで生産され、同店舗を中心に販売されている。佐原囃子で使われる小鼓の革の形をしている。原材料は多い順に、小麦粉、砂糖、バター、卵、白あん、水飴、ベーキングパウダーの7種類となっている。
天皇に献上されたことがあり、第23回全国菓子大博覧会で名誉総裁賞を受賞している。